# 제2차 페스트 범유행
제2차 페스트 범유행(第二次 - 汎流行, 영어: second plague pandemic)은 14세기부터 19세기까지 지속된 페스트 범유행이다. 1348년부터 향후 4년에 걸쳐 유럽 본토 인구의 3분의 1을 죽게 만든 흑사병이 이 제2차 페스트 범유행의 초기 단계에 발생한 사건이었다. 대부분의 지역에서는 페스트 환자들이 모두 죽어 병균도 더 이상 전파되지 못하고 사그라들었으나 일부 지역에서는 페스트가 가축전염병화하여 19세기까지 주기적으로 유행했다. 17세기 말까지 대형 유행이 여러 번 발생했고, 19세기까지 계속된 지역도 있다. 1855년 중국 운남에서 유행한 페스트균이 새로운 변종임이 확인되면서 그 이후를 제3차 페스트 범유행이라고 부르게 되었다.
페스트는 세균의 일종인 페스트균에 의해 발병한다. 페스트균은 야생 벼룩들을 기주로 삼으며 벼룩들은 인간 사회에 들끓는 설치류에 기생한다. 한번 발병하면 급성 감염자는 거의 무조건 죽기 때문에 더 이상 퍼지지 못하고 자취를 감추지만, 일부 기주에서 잠복하면서 몇년 또는 몇십년 후에 발병하기도 한다. 선박 속에 숨어든 쥐, 곡물 속에 숨은 벼룩, 인간 사이의 직접적 혈액 또는 체액 교환 등 다양한 방법을 통해 세계적으로 번져나갔다.

## 연대표
| 연도          | 장소            | 사망자    | 관련 항목/주석                |
| ------------- | --------------- | --------- | ----------------------------- |
| 1347년-51년   | 유럽 전역       | 2500만    | 흑사병                        |
| 1360년–63년   | 잉글랜드        | 70만-80만 |                               |
| 1464년–66년   | 프랑스 파리     | 4만       |                               |
| 1471년        | 잉글랜드        | 30만-40만 | [ 1 ]                         |
| 1479년-80년   | 잉글랜드        | 40만-50만 | [ 1 ]                         |
| 1576년–77년   | 베네치아        | 5만       | [ 2 ]                         |
| 1582년–83년   | 테네리페섬      | 25만-45만 | [ 3 ]                         |
| 1596년–99년   | 카스티야        | 50만      | [ 4 ]                         |
| 1603년–11년   | 잉글랜드 런던   | 4만 3천   | [ 5 ]                         |
| 1620년-21년   | 알제리          | 3만-5만   | [ 6 ]                         |
| 1628년-31년   | 프랑스          | 100만     | [ 7 ]                         |
| 1629년-31년   | 이탈리아        | 28만      | 1629년-1631년 이탈리아 페스트 |
| 1647년-52년   | 남스페인        | 50만      | 세비야 대역병                 |
| 1656년-1657년 | 나폴리, 로마    | 15만      | 나폴리 페스트                 |
| 1664년–1667년 | 잉글랜드 런던   | 7만-10만  | 런던 대역병                   |
| 1679년-80년   | 오스트리아      | 7만 6천   | 빈 대역병                     |
| 1681년        | 프라하          | 8만 3천   |                               |
| 1689년-1690년 | 바그다드        | 15만      | [ 8 ]                         |
| 1704년-10년   | 폴란드          | 7만 5천   | 대북방전쟁과 페스트           |
| 1709년-13년   | 발트            | 30만-40만 | 대북방전쟁과 페스트           |
| 1720년대      | 마르세유        | 10만      | 마르세유 대역병               |
| 1738년-40년   | 헝가리 등       | 5만       | 1738년 대역병                 |
| 1770년대      | 러시아 모스크바 | 7만 5천   | 1770년~1772년 러시아 페스트   |
| 1772년        | 바그다드        | 7만       | [ 8 ]                         |
| 1791년        | 이집트          | 30만      | [ 9 ]                         |
| 1818년-20년   | 튀니지          |           |                               |
| 1833년-34년   | 바그다드        | 1만 2천   |                               |
| 1835년-37년   | 알렉산드리아    | 8,694     | [ 10 ]                        |
| 1840년대      | 발칸 반도       |           |                               |
| 1844년        | 이집트          |           | [ 9 ]                         |
| 1876년        | 바그다드        | 2만       | [ 11 ]                        |

## 같이 보기
- 흑사병

## 참고 문헌
- Alexander, John T. (1980), 《Bubonic Plague in Early Modern Russia: Public Health and Urban Disaster》, Oxford University Press, ISBN 978-0-19-515818-2
- Appleby, Andrew B. (1980), “The Disappearance of Plague: A Continuing Puzzle”, 《The Economic History Review》 33 (2): 161–173, doi:10.1111/j.1468-0289.1980.tb01821.x, (구독 필요)
- Benedictow, Ole Jørgen (2004), 《Black Death 1346-1353: The Complete History》, ISBN 978-1-84383-214-0
- Bray, R. S. (2004년 4월 29일), 《Armies of Pestilence: The Impact of Disease on History》, James Clarke & Co., ISBN 978-0-227-17240-7
- Britannica, Encyclopædia (1911), 《Plague》, 2013년 6월 7일에 원본 문서에서 보존된 문서
- Byrne, Joseph Patrick (2004), 《The Black Death》, Westport, Connecticut: Greenwood Press
- Byrne, Joseph Patrick, 편집. (2008), 《Encyclopedia of Pestilence, Pandemics, and Plagues: A-M》, ABC-CLIO, ISBN 0-313-34102-8
- Davis, Robert C. (2003년 12월 5일), 《Christian Slaves, Muslim Masters: White Slavery in the Mediterranean, the Barbary Coast and Italy, 1500-1800》, Palgrave Macmillan, ISBN 978-0-333-71966-4
- Gottfried, Robert S. (1983), 《The Black Death: Natural and Human Disaster in Medieval Europe》, London: Hale, ISBN 0-7090-1299-3
- Graunt, John (1759), 《Collection of Yearly Bills of Mortality, from 1657 to 1758 Inclusive》
- Harding, Vanessa (2002년 6월 20일), 《The Dead and the Living in Paris and London, 1500-1670》, Cambridge University Press, ISBN 978-0-521-81126-2
- Hays, J. N. (1998), 《The Burdens of Disease: Epidemics and Human Response in Western History》, Rutgers University Press, ISBN 978-0-8135-2528-0
- Hays, J. N. (2005년 12월 31일), 《Epidemics And Pandemics: Their Impacts on Human History》, ABC-CLIO, ISBN 978-1-85109-658-9
- McNeill, William Hardy (1998), 《Plagues and peoples》, Anchor, ISBN 978-0-385-12122-4
- Mikhail, Alan (2014), 《The Animal in Ottoman Egypt》, OUP
- Issawi, Charles Philip (1988), 《Fertile Crescent, 1800-1914: A Documentary Economic History》, Oxford University Press, ISBN 978-0-19-504951-0
- Parker, Geoffrey (2001년 12월 21일), 《Europe in Crisis: 1598-1648》, Wiley, ISBN 978-0-631-22028-2
- Porter, Stephen (2009년 4월 19일), 《The Great Plague》, Amberley Publishing, ISBN 978-1-84868-087-6
- Wade, Nicholas (2010년 10월 31일), 《Europe’s Plagues Came From China, Study Finds》, The New York Times, 2010년 11월 1일에 확인함